# Praça 25 de Abril (Lisboa)
A Praça 25 de Abril em Lisboa, é uma praça localizada na freguesia de Marvila que homenageia a Revolução dos Cravos. A praça foi inaugurada no dia 25 de Abril de 1999, exatamente 25 anos após o 25 de Abril de 1974. A estátua situada no centro da praça é uma homenagem aos construtores de Lisboa. A estátua de cariz artístico contemporâneo é da autoria do artista plástico José de Guimarães e tem as cores verde e vermelho, sendo estas as cores da bandeira portuguesa.

A estátua em apreço é interpretada pelos críticos como uma figura feminina reclinada sobre o Tejo.

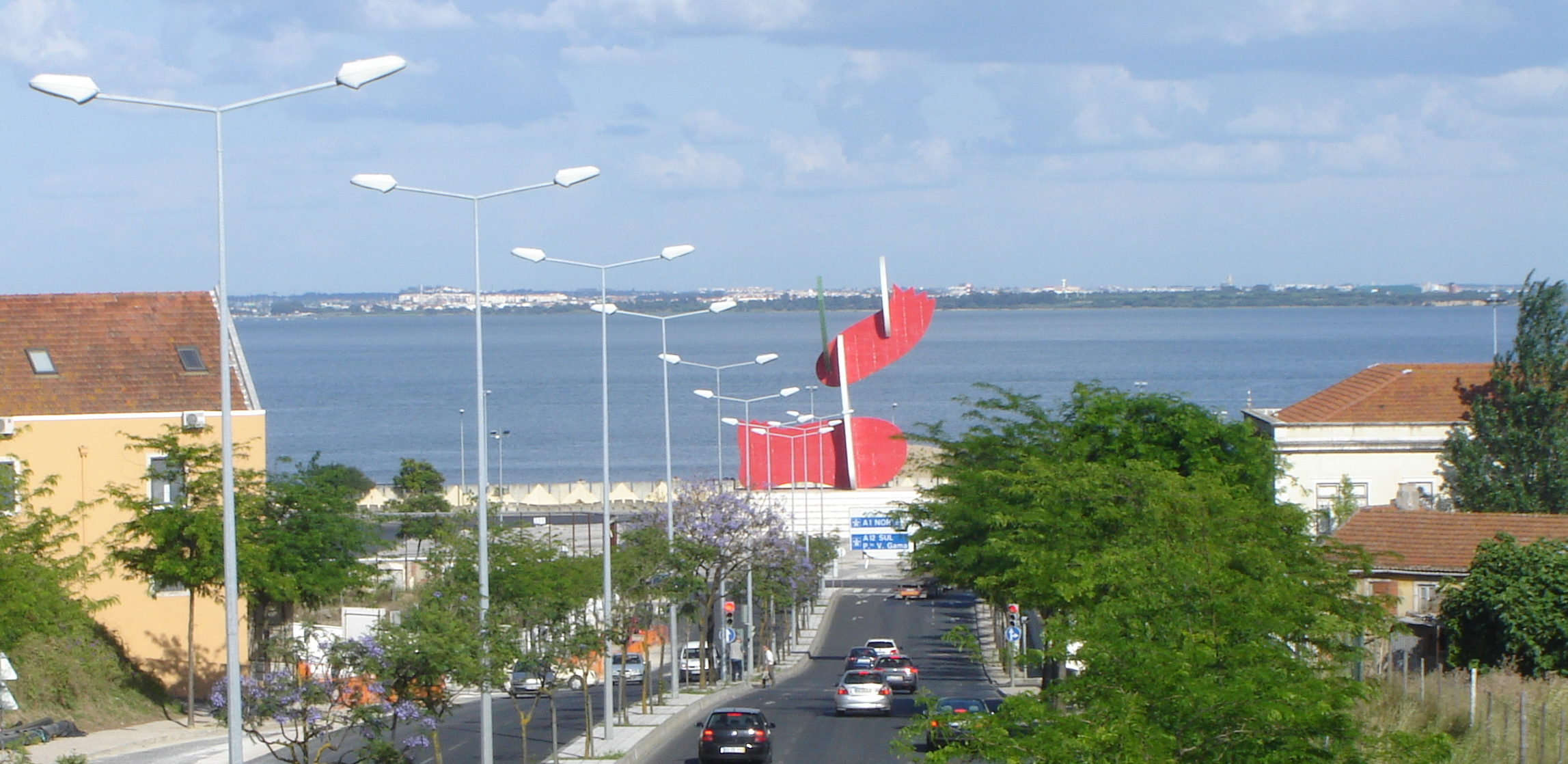
Praça 25 de Abril vista da Avenida Infante Dom Henrique